# Khung tham chiếu trình độ ngôn ngữ chung của Châu Âu
Khung tham chiếu ngôn ngữ chung châu Âu: Học, Dạy và Đánh giá, (tiếng Anh: "Common European Framework of Reference" for Languages: Learning, Teaching, Assessment) viết tắt là CEFR hoặc CEF, là một bộ quy tắc để mô tả trình độ của học viên học tiếng nước ngoài tại châu Âu và đang ngày càng được sử dụng rộng rãi hơn ở nhiều quốc gia khác (ví dụ như Colombia và Philippines). Khung tham chiếu này được tổng hợp bởi Ủy hội châu Âu dưới dạng một phần của dự án "Học ngôn ngữ cho công dân châu Âu" từ năm 1989 đến 1996. Mục tiêu chính của nó là cung cấp một phương pháp học, dạy và đánh giá áp dụng cho mọi ngôn ngữ ở châu Âu. Tháng 11 năm 2001, một nghị quyết của Hội đồng Liên minh châu Âu đã đề nghị sử dụng CEFR để xây dựng các hệ thống thẩm định năng lực ngôn ngữ. Sáu cấp độ tham chiếu của nó (xem bên dưới) đang được chấp nhận rộng rãi như một chuẩn châu Âu để đánh giá năng lực ngôn ngữ của mỗi cá nhân.

## Các mức tham chiếu chuẩn
Khung tham chiếu chung châu Âu chia người học thành ba nhóm lớn và mỗi nhóm lớn lại chia thành hai cấp độ nhỏ hơn; mỗi cấp độ đều có miêu tả cụ thể người học cần phải đạt đến trình độ đọc, nghe, nói, viết như thế nào. Các mức này gồm:
| Nhóm | Tên nhóm           | Cấp độ | Tên cấp độ     | Miêu tả |
| ---- | ------------------ | ------ | -------------- | --- |
| A    | Sử dụng căn bản    | A1     | Mới bắt đầu    | - Có khả năng hiểu và sử dụng các cấu trúc câu đơn giản và cơ bản nhằm đáp ứng những yêu cầu cụ thể. - Có khả năng giới thiệu bản thân và những người khác, có thể hỏi và trả lời các câu hỏi về bản thân như nơi sinh sống, những người quen biết hay những vật dụng sở hữu. - Có thể giao tiếp một cách đơn giản, nói chậm rãi, rõ ràng và sẵn lòng nhận trợ giúp. |
| A    | Sử dụng căn bản    | A2     | Cơ bản         | - Có thể hiểu câu và các cụm từ thông thường trong những hầu hết các chủ đề quen thuộc (ví dụ: thông tin cơ bản về bản thân và gia đình, mua sắm, địa lý địa phương, vấn đề việc làm). - Có thể giao tiếp đơn giản, thực hiện các yêu cầu cơ bản và nắm bắt được thông tin khi giao tiếp trong các bối cảnh quen thuộc. - Có thể dùng từ vựng đơn giản để miêu tả lý lịch cá nhân, bối cảnh trực tiếp hay những chủ đề về các nhu cầu cấp bách.                                                                |
| B    | Sử dụng độc lập    | B1     | Trung cấp      | - Có khả năng hiểu những ý chính trong ngôn ngữ thông qua các chủ đề quen thuộc thường gặp trong công việc, ở trường học hay khu vui chơi... - Có thể xử lý hầu hết các tình huống có thể xảy ra trong giao tiếp. - Có khả năng sử dụng các câu liên kết đơn giản trong các chủ đề quen thuộc trong cuộc sống hoặc liên quan đến sở thích cá nhân. - Có thể miêu tả các sự kiện, các trải nghiệm, giấc mơ, ước ao hay tham vọng của mình và đưa ra những nguyên nhân, giải thích cho các ý kiến và dự định đó. |
| B    | Sử dụng độc lập    | B2     | Trung cấp trên | - Có khả năng hiểu các ý chính trong văn bản phức tạp về các chủ đề cụ thể cũng như trừu tượng, bao gồm những thảo luận về các vấn đề kỹ thuật về chuyên ngành của người học. - Giao tiếp một cách tự nhiên và lưu loát với người bản địa, không gây sự hiểu lầm giữa đôi bên. - Có khả năng sử dụng các câu chi tiết, rõ ràng trong nhiều chủ đề khác nhau, bày tỏ quan điểm về một vấn đề cũng như so sánh những ưu, nhược điểm của từng đề tài trong các bối cảnh khác nhau.                                |
| C    | Sử dụng thành thạo | C1     | Cao cấp        | - Có khả năng hiểu các loại văn bản dài và phức tạp, nhận biết được các hàm ý. - Biểu hiện khả năng ngôn ngữ một cách tự nhiên, thuần thục mà không gặp phải nhiều khó khăn. - Sử dụng ngôn ngữ linh hoạt và hiệu quả phục vụ trong các mục đích xã hội, học tập hay công việc. - Có khả năng dùng các câu có cấu trúc chặt chẽ, rõ ý về những đề tài phức tạp, sử dụng linh hoạt các thành phần câu, từ nối câu và các cụm từ chức năng.                                                                      |
| C    | Sử dụng thành thạo | C2     | Thành thạo     | - Có khả năng hiểu một cách dễ dàng những thông tin đọc và nghe được. - Tóm tắt thông tin từ các nguồn nói và viết khác nhau, tái cấu trúc các lập luận và miêu tả thành một trình tự gắn kết. - Biểu hiện khả năng ngôn ngữ một cách tự nhiên, trôi chảy và chính xác, phân lập các tầng nghĩa khác nhau kể cả trong những tình huống phức tạp. |

Các cấp độ miêu tả này có thể áp dụng cho mọi ngôn ngữ được sử dụng ở châu Âu, và đã được dịch ra nhiều thứ tiếng.